# HMS Minotaur (1863)
Panserskibet HMS Minotaur indgik i en serie på tre skibe til den britiske flåde. Skibene var planlagt som 50-kanoners pansrede fregatter, en lidt forvirrende betegnelse i betragtning af, at de var langt større og kraftigere end de forudgående linjeskibe.
Imidlertid holdt Royal Navy stadig fast i, at et skib med kun ét kanondæk måtte være en fregat, selv om Minotaur-klassen de første 10 år af deres levetid var de største krigsskibe i verden.
De tre søsterskibe var let genkendelige med deres 5-mastede rigning, men på trods af de mange master var de ret dårlige sejlere, og kunne højst præstere 9,5-10 knob.
De var designede med den forudsætning, at de skulle være de bedst armerede, bedst pansrede og hurtigste krigsskibe i verden, men på grund af den lange byggeperiode var de allerede ved at blive overhalet af nye skibe, da de var færdige.
Minotaur var egentlig færdigbygget i 1865, men der blev brugt halvandet år på at eksperimentere med artilleri og rigning, før skibet indgik i aktiv tjeneste.
Navnet Minotaur henviser til et væsen fra den græske mytologi, og skibet var det tredje af fem skibe i Royal Navy med dette navn.

## Tjeneste
Minotaur blev ved afleveringen i 1867 flagskib for Kanalflåden, og denne prestigefulde post beholdt det i 18 år, frem til 1887, kun afbrudt af eftersyn 1873-75.
I perioden 1887-93 lå det i reserve ved Portsmouth, og i 1893 blev det skoleskib i Portland og fik navnet Boscaven II.
I 1905 kom det til Harwich som skoleskib med navnet Ganges.
Skibet blev solgt i 1922 og ophugget.